# Syzygium koniamboense
Syzygium koniamboense är en myrtenväxtart som beskrevs av J.W.Dawson. Syzygium koniamboense ingår i släktet Syzygium och familjen myrtenväxter. Inga underarter finns listade i Catalogue of Life.